# Peronema
Peronema, rod medićevki smješten u potporodicu  Peronematoideae.. Jedina vrsta je P. canescens, drvo sa Malajskog poluotoka (Tajland i Malezija), Singapura, Sumatre i Bornea. 

## Opći opis
“Lažna bazga” je zimzeleni ili listopadni grm ili malo do srednje drvo jajolike krošnje koje može narasti do 20 metara visine, a pokoji primjerak dostiže i 30 metara. Stabljika je ravna ili blago savitljiva, obično s malim podupiračima, bez grana naraste 9 - 15 metara i do 70 cm u promjeru.
Biljka se bere iz divljine i koristi lokalno kao drvo i u medicinske svrhe. Također se uzgaja kao biljka za živicu i koristi u programima pošumljavanja.

## Stanište
Čest u sekundarnoj šumi, šumskim čistinama, obalama rijeka, uz ceste i željezničke pruge te na otvorenom. Ne javlja se u primarnim šumama i najbolje raste na vlažnim do mokrim mjestima, čak i ako su sezonski poplavljena.

## Pojedinosti o uzgoju
Biljka nizinskih tropskih krajeva, gdje se nalazi na visinama od razine mora do 600, povremeno 900 metara. Biljke ne podnose dobro jako suhe uvjete.
Prvo cvjetanje događa se u dobi od otprilike 5 godina kada su stabla visoka oko 5 metara. Biljka nije prikladna za sadnju s drugim vrstama, ali se može koristiti kao prvi pokrov za sadnju vrsta dipterokarpovki.
Razmak sadnje u Indoneziji je obično 3 x 1 metar, ali koriste se i razmaci od 3 x 2 metra i 4 x 2 metra. U nasadima se krošnja zatvara nakon otprilike 8 godina.
Samoobrezivanje nije dovoljno. Neophodna je umjetna rezidba - rane nastale umjetnom rezidbom brzo zacjeljuju i rijetko uzrokuju trulež.

## Jestivost
Nije poznato.

## Ljekovitost
U tradicionalnoj medicini protiv groznice se koristi gorki sok od lišća i uvarak od kore. Kuhano lišće koristi se u oblogu protiv lišajeva, a u vodici za ispiranje usta protiv zubobolje.

## Korištenje u agrošumarstvu:
Pionirska vrsta, sposobna se prirodno regenerirati iz sjemena u područjima čiste sječe. Često se koristi u programima pošumljavanja u koncesijama za sječu. Stablo se često sadi u živice.

## Ostale namjene
Drvo je čvrsto, lagano ali nije dugotrajno. Koristi se za stupove na kućama, unutarnje završne radove, a posebno za krovne nosače zbog svoje lakoće i čvrstoće. Koristio se za izradu kola i mostova za laki promet. Atraktivna linearna figura čini ga pogodnim za namještaj i ormare kao i za ukrasni furnir. Lokalne male tvornice namještaja često se opskrbljuju ovim drvom, koje se koristi kao sirovina za vanjske okvire.

## Širenje
Sjeme - brzo klija na punom svjetlu, ali sakupljeno sjeme ne klija dobro. Reznice stabljike uzete s ravnih stabala najčešći su način razmnožavanja. Pokusi u Indoneziji pokazali su da reznice promjera 15 - 20 mm i duljine 20 - 25 cm daju najbolje rezultate zakorjenjivanja. Stabla iz reznica stabljike konačno će razviti površinski korijenski sustav sličan onome kod stabala uzgojenih iz sjemena. Reznice postavljene izravno u tlo mogu razviti trulež, osobito pri dnu ako su debele. Nakon 4-6 mjeseci mlade biljke se mogu presaditi.

## Sinonimi
- Peronema heterophyllum Miq.; Fl. Ned. Ind., Eerste Bijv.: 570 (1861)